# All Night Long (All Night)
All Night Long (All Night) è un singolo di Lionel Richie del 1983, estratto dal suo secondo album da solista Can't Slow Down.

## Descrizione
La canzone ha avuto un notevole successo negli Stati Uniti d'America, dove raggiunse la prima posizione di numerose classifiche, riscuotendo un buon successo anche in tutta Europa.
Della canzone fu girato anche un video, diretto da Michael Nesmith, proprio nel periodo di prima diffusione dei video musicali, alla versione originale nel video venne tagliata la seconda strofa per rimanere negli standard dei primi video musicali che per problemi di copyright non dovevano superare i quattro minuti.
La canzone è considerata la settantaseiesima più bella di sempre in Billboard's Greatest Songs of all time.

## Video
Il video musicale di All Night Long (All Night) è stato il primo ad essere trasmesso dalla prima emittente televisiva interamente dedicata alla musica in Italia, Videomusic, che inaugurò le trasmissioni nella notte tra il 1º e il 2 aprile 1984, a mezzanotte, con il video della canzone.

## Tracce
1. All Night Long (All Night) – 6:25 – arrangiamenti di Gene Page
2. Wandering Stranger – 4:58 – arrangiamenti di James Anthony Carmichael

## Classifiche

### Classifiche settimanali
| Classifica (1983/84)             | Posizione massima |
| -------------------------------- | ----------------- |
| Australia                        | 1                 |
| Austria                          | 8                 |
| Belgio (Fiandre)                 | 1                 |
| Canada                           | 1                 |
| Finlandia                        | 1                 |
| Germania                         | 2                 |
| Irlanda                          | 3                 |
| Italia                           | 1                 |
| Norvegia                         | 3                 |
| Nuova Zelanda                    | 4                 |
| Paesi Bassi                      | 1                 |
| Regno Unito                      | 2                 |
| Spagna                           | 1                 |
| Stati Uniti                      | 1                 |
| Stati Uniti (adult contemporary) | 1                 |
| Stati Uniti (dance club)         | 5                 |
| Stati Uniti (R&B)                | 1                 |
| Sudafrica                        | 1                 |
| Svezia                           | 8                 |
| Svizzera                         | 8                 |

### Classifiche di fine anno
| Classifica (1983) | Posizione |
| ----------------- | --------- |
| Belgio (Fiandre)  | 6         |
| Canada            | 18        |
| Paesi Bassi       | 9         |
| Regno Unito       | 9         |
| Classifica (1984) | Posizione |
| Australia         | 23        |
| Italia            | 7         |
| Spagna            | 14        |
| Stati Uniti       | 12        |
| Sudafrica         | 6         |

### Classifiche di fine decennio
| Classifica (1980-89) | Posizione |
| -------------------- | --------- |
| Stati Uniti          | 20        |

## Altre versioni
Nel 2011 Lionel Richie ha re-inciso il pezzo in collaborazione con il cantante australiano Guy Sebastian, il cui ricavato è stato devoluto ai territori colpiti in Australia dalle inondazioni del dicembre 2010 e in Nuova Zelanda dal terremoto del 22 febbraio.
Parti del pre-ritornello sono state riutilizzate nel singolo di Enrique Iglesias I Like It del 2010 realizzato in collaborazione con il rapper Pitbull, nonché nel singolo di Camila Cabello Liar del 2019.